# Bernhard Karlgren
Klas Bernhard Johannes Karlgren (chiń. upr. 高本汉; chiń. trad. 高本漢; pinyin Gāo Běnhàn, ur. 15 października 1889 w Jönköping, zm. 20 października 1978 w Sztokholmie) – szwedzki sinolog i lingwista, pionier badań nad starożytnymi językami chińskimi i historii fonologii chińskiej metodami porównawczymi. Karlgren zebrał informacje na temat wielu języków i dialektów chińskich i na ich podstawie po raz pierwszy odtworzył brzmienie dawnego języka chińskiego. Mimo że odkrycia Karlgrena zostały poddane wielokrotnej krytyce i przeróbce, jego dzieła, w tym słownik Grammatica Serica Recensa pozostają klasykami filologii chińskiej.

## Życiorys
W młodości Bernhard Karlgren fascynował się dialektami języka szwedzkiego i już jako nastolatek opublikował pierwsze prace z zakresu lingwistyki. Podczas studiów w Uppsali zwrócił uwagę profesora-slawisty, który nakłonił go do studiowania rosyjskiego. Po uzyskaniu dyplomu w 1909, Karlgren pojechał na dalsze studia do Sankt Petersburga. Dzięki swoim zdolnościom i poparciu nauczycieli, ceniących jego talent, uzyskał grant na badania nad językiem chińskim (mimo że w ogóle tego języka nie znał) i w 1910 wyruszył do Chin.
W czasie podróży nauczył się angielskiego, którego potem uczył w Chinach, by się utrzymać, gdy skończyły mu się pieniądze z grantu (uczył też francuskiego). Tuż po jego przybyciu do Chin rewolucja Xinhai obaliła monarchię. Karlgren, podróżując w pojedynkę przez ogarnięty wojną domową kraj, w ciągu kilku miesięcy nauczył się chińskiego wystarczająco, by skompilować listę 3100 znaków chińskich; w ciągu następnych dwóch lat zebrał wymowę 22 języków i dialektów chińskich – 19 dialektów mandaryńskiego oraz kantońskiego, szanghajskiego i fujiańskiego; ponadto uzyskał też wymowę japońską i wietnamską do tych znaków.
Po powrocie do Europy w 1912, studiował w Londynie i w Paryżu (u H. Maspero i P. Pelliota); dysponując największą bazą dialektologiczną języków chińskich, przystąpił do historycznej rekonstrukcji starożytnego języka chińskiego. Pierwszą część tej rekonstrukcji przedstawił jako swą pracę doktorską, którą obronił w 1915 roku. Na jej podstawie, w wieku 25 lat, został profesorem Uniwersytetu w Uppsali.
W 1918 został profesorem Uniwersytetu w Göteborgu; w latach 1931–1936 pełnił funkcję rektora tejże uczelni. W 1939 został dyrektorem Östasiatiska Museet i pozostał nim przez 20 lat, do przejścia na emeryturę. W latach 1940–1977 był redaktorem naczelnym pisma Bulletin of the Museum of Far Eastern Antiquities. Pozostawał aktywny zawodowo do samej śmierci.
Był członkiem Królewskiej Holenderskiej Akademii Sztuk i Nauk. W 1955 odznaczony został Pour le Mérite za Naukę i Sztukę.

## Dzieło
W latach 1915–1926 Karlgren wydał pierwszą systematyczną rekonstrukcję wymowy języka średniochińskiego Études sur la phonologie chinoise. Był to język, którym mówiono za czasów dynastii Tang (sam Kalrgren nazywał go „starochińskim”). Po raz pierwszy możliwe było odtworzenie, jak brzmiał język znany dotąd jedynie z dzieł pisanych i słowników. Nowatorstwo Karlgrena polegało na zastosowaniu metod europejskiej komparatystyki językoznawczej do języków chińskich. Wychodząc z założenia, że te cechy, które są wspólne dla największej liczby dialektów, są prawdopodobnie najbardziej pierwotne, był on w stanie odtworzyć brzmienie historycznego języka, wspólnego przodka wielu współczesnych języków chińskich.
Karlgren wniósł wielki wkład do chińskiej lingwistyki, fonologii, filologii i historii sztuki. Był też tłumaczem wielu klasycznych dzieł dawnej literatury chińskiej takich jak Księga Pieśni czy Księga Dokumentów; badał też Zhou Li i Zuozhuan. Jego pracę o starożytnych chińskich brązach przyniosły mu wielkie uznanie wśród chińskich badaczy, którzy nie znali jego dzieł filologicznych, na świecie uznawanych za prawdziwie przełomowe. Jego słownik dawnego chińskiego – Grammatica Serica Recensa – jest powszechnie używany przez badaczy na całym świecie.

## Publikacje (wybór)
- Études sur la phonologie chinoise, 1915–1926.
- Ordet och Pennan i Mittens Rike, 1918, (wersja angielska Sound and symbol in Chinese), London: Oxford University Press, 1923
- „The reconstruction of Ancient Chinese”, T'oung Pao, vol. 21, ss. 1–42, 1922.
- Analytic Dictionary of Chinese and Sino-Japanese, Paryż: Paul Geuthner, 1923
- „The Authenticity of Ancient Chinese Texts”, Bulletin of the Museum of Far Eastern Antiquities, 1929.
- „The Early History of the Chou Li and Tso Chuan Texts”, Bulletin of the Museum of Far Eastern Antiquities, 1931.
- „Word Families in Chinese”, Bulletin of the Museum of Far Eastern Antiquities, 1933.
- „New Studies on Chinese Bronzes”, Bulletin of the Museum of Far Eastern Antiquities, 1937.
- „Grammata Serica, Script and Phonetics in Chinese and Sino-Japanese”, The Bulletin of the Museum of Far Eastern Antiquities, Stockholm, 1940.
- „Huai and Han”, The Bulletin of the Museum of Far Eastern Antiquities, Sztokholm, 1941.
- „Glosses on the Kuo Feng Odes”, The Bulletin of the Museum of Far Eastern Antiquities, Sztokholm, 1942.
- „Glosses on the Siao Ya Odes”, The Bulletin of the Museum of Far Eastern Antiquities, Sztokholm, 1944.
- „Glosses on the Ta Ya and Sung Odes”, The Bulletin of the Museum of Far Eastern Antiquities, Sztokholm, 1946.
- „Legends and Cults in Ancient China”, The Bulletin of the Museum of Far Eastern Antiquities, Sztokholm, 1946.
- „The Book of Documents”, The Bulletin of the Museum of Far Eastern Antiquities, Sztokholm, 1950.
- „Compendium of Phonetics in Ancient and Archaic Chinese”, The Bulletin of the Museum of Far Eastern Antiquities, Sztokholm, 1954.
- Grammata Serica Recensa, Sztokholm: Östasiatiska museet, 1957.